# Barrage des Cammazes
Le barrage des Cammazes est situé dans le massif de la montagne Noire dans le département du Tarn. Il constitue une réserve d'eau potable pour les communes aux alentours de Revel.

## Situation
Construit de 1954 à 1957 et mis en service en 1958, le barrage des Cammazes est situé sur le cours du Sor, sur les communes des Cammazes et de Sorèze dans le Tarn, et la commune de Saissac dans le département de l'Aude. Il forme le lac des Cammazes, qui reçoit également les eaux en excès de la rigole de la montagne par le déversoir du Conquet.

## Particularités
C'est un barrage de type voûte, en béton, encadrée dans sa partie haute par deux culées également en béton, sa hauteur au-dessus des fondations est de 250 mètres. La longueur de la voûte en crête est de 198,50 mètres.

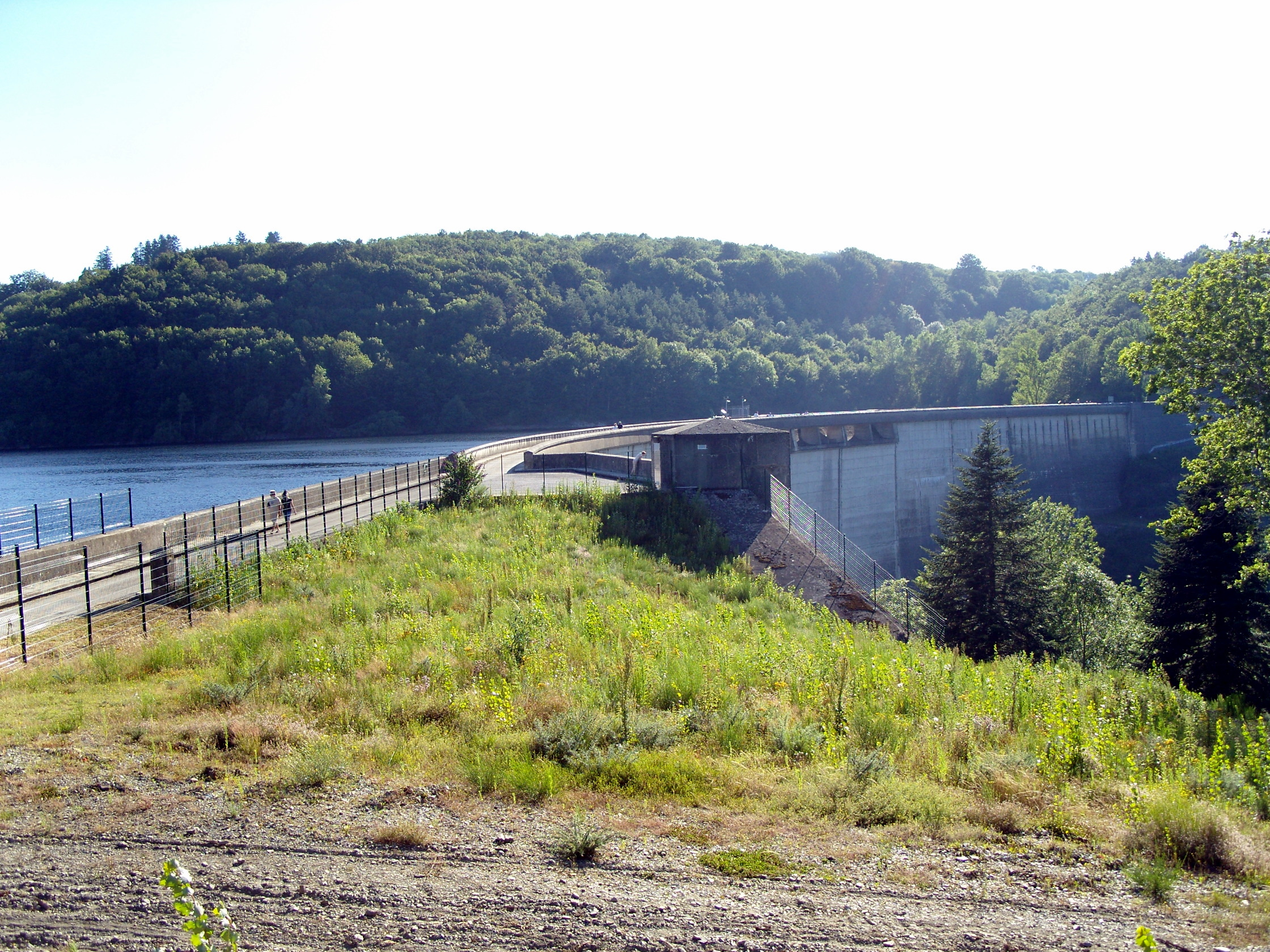
Le barrage des Cammazes
(juillet 2007).

## Exploitation
L'ouvrage est destiné à l'alimentation en eau potable et à l'irrigation. Il alimente 200 communes, soit plus de 170 000 habitants. La surface du plan d'eau est d'environ 90 hectares. Le volume de sa retenue est de 18,8 millions de mètres cubes ; la surface du bassin versant est de 30 km2.
L'exploitant est l'Institution des Eaux de la Montagne Noire. L'eau est conduite jusqu'à l'usine de traitement de Picotalen. 

Il sert aussi de réserve pour le canal du Midi via une prise d'eau alimentant la rigole de la montagne (droit d'eau de 4 millions de mètres cubes).

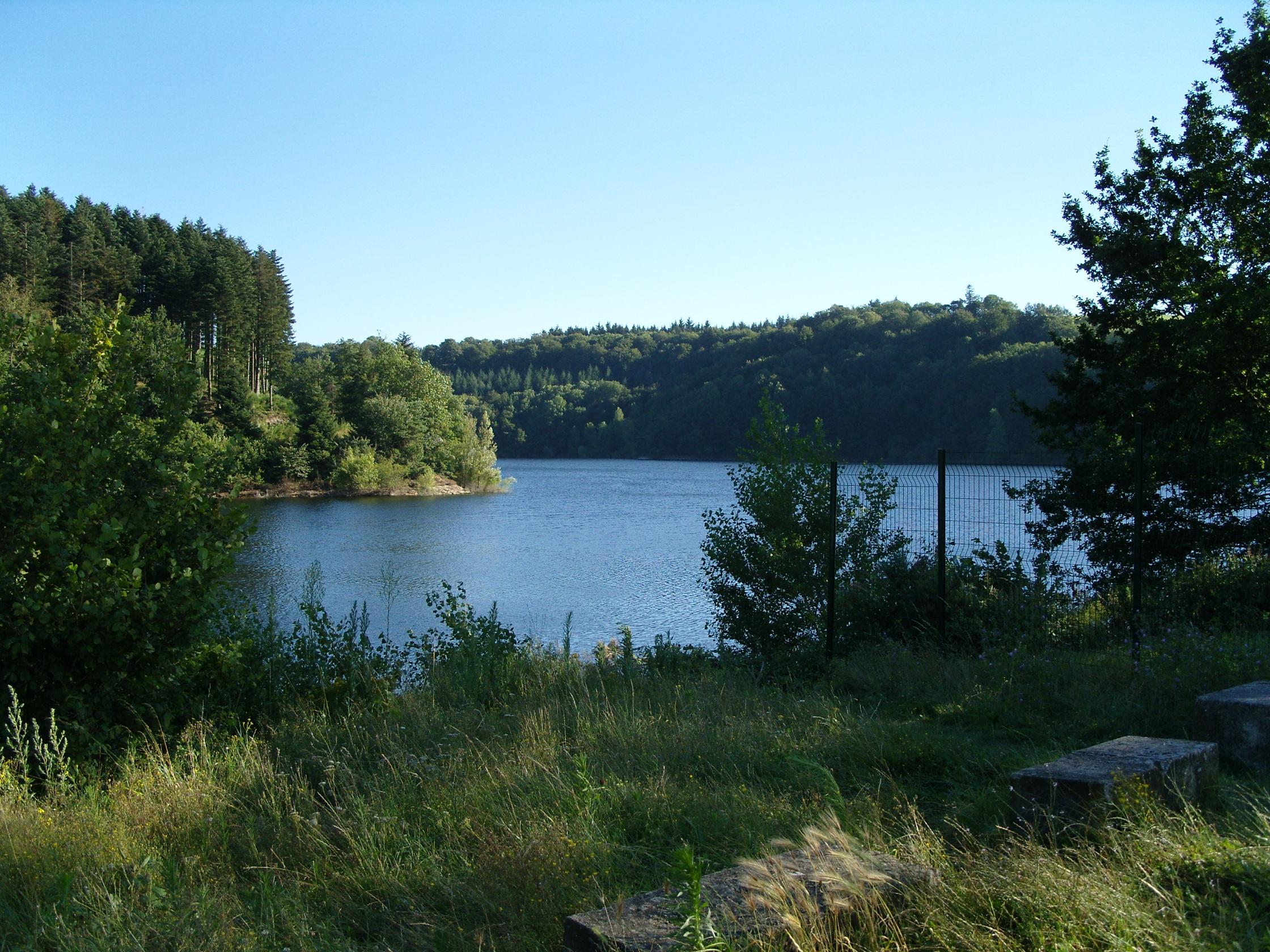
Le lac des Cammazes.